# Jan Zapotoka
Ján Zápotoka (Bardejov, Eslovaquia, 23 de marzo de 1988), futbolista eslovaco. Juega de volante y su actual equipo es el Lech Poznań de la liga de Polonia.

## Clubes
| Club        | País       | Año       |
| ----------- | ---------- | --------- |
| MFK Dubnica | Eslovaquia | 2006-2009 |
| Lech Poznań | Polonia    | 2009-     |